# Ofir Kriaf
Ofir Kriaf (in ebraico אופיר קריאף‎?; Gerusalemme, 17 marzo 1991) è un calciatore israeliano, centrocampista dell'Ashdod.

## Carriera

### Club
Kriaf ha esordito nella Ligat ha'Al con la maglia del Beitar Gerusalemme: il 17 settembre 2011, infatti, ha sostituito Evyatar Baruchyan nella vittoria per 1-0 contro lo Hapoel Haifa. Il 5 gennaio 2013 ha realizzato la prima rete nella massima divisione israeliana, nel successo per 2-3 sul campo dello Hapoel Akko.

### Nazionale
Kriaf è stato convocato nella nazionale israeliana Under-21 dal commissario tecnico Guy Luzon, in vista del campionato europeo di categoria 2013.

## Palmarès

### Club

#### Competizioni nazionali
- Coppa d'Israele: 1

Beitar Gerusalemme: 2022-2023